# ناپیدامهرگان
ناپیدامهرگان (نام علمی: Adelospondyli) نام یک راسته از زیررده پوک‌مهرگان است.